# Phrynoponera armata
Phrynoponera armata är en myrart som först beskrevs av Santschi 1919.  Phrynoponera armata ingår i släktet Phrynoponera och familjen myror. Inga underarter finns listade i Catalogue of Life.